# Benefactor
Benefactor est un jeu vidéo de plates-formes sorti en 1994 sur Amiga, et porté sur Amiga CD32 peu de temps après. Le jeu a été développé par Digital Illusions et édité par Psygnosis.

## Équipe de développement
- Programmation : Thomas Andersson
- Graphismes : Patrik Bergdahl
- Musique : Olof Gustafsson